# Pjerin Noga
Pjerin Noga (Tirana, 13 gennaio 1963) è un ex calciatore albanese, di ruolo difensore.

## Carriera

### Club
Ha giocato nella prima divisione albanese.

### Nazionale
Ha giocato nella nazionale albanese Under-21.
Ha collezionato 3 presenze con la nazionale maggiore albanese.

## Statistiche

### Cronologia presenze e reti in nazionale
| Cronologia completa delle presenze e delle reti in nazionale ― Albania | Cronologia completa delle presenze e delle reti in nazionale ― Albania | Cronologia completa delle presenze e delle reti in nazionale ― Albania | Cronologia completa delle presenze e delle reti in nazionale ― Albania | Cronologia completa delle presenze e delle reti in nazionale ― Albania | Cronologia completa delle presenze e delle reti in nazionale ― Albania | Cronologia completa delle presenze e delle reti in nazionale ― Albania | Cronologia completa delle presenze e delle reti in nazionale ― Albania |
| Data                                                                   | Città                                                                  | In casa                                                                | Risultato                                                              | Ospiti                                                                 | Competizione                                                           | Reti                                                                   | Note                                                                   |
| ---------------------------------------------------------------------- | ---------------------------------------------------------------------- | ---------------------------------------------------------------------- | ---------------------------------------------------------------------- | ---------------------------------------------------------------------- | ---------------------------------------------------------------------- | ---------------------------------------------------------------------- | ---------------------------------------------------------------------- |
| 26-4-1989                                                              | Londra                                                                 | Inghilterra                                                            | 5 – 0                                                                  | Albania                                                                | Qual. Mondiali 1990                                                    | -                                                                      | 31’                                                                    |
| 8-10-1989                                                              | Solna                                                                  | Svezia                                                                 | 3 – 1                                                                  | Albania                                                                | Qual. Mondiali 1990                                                    | -                                                                      | 75’                                                                    |
| 30-5-1990                                                              | Reykjavík                                                              | Islanda                                                                | 2 – 0                                                                  | Albania                                                                | Qual. Euro 1992                                                        | -                                                                      | 80’                                                                    |
| Totale                                                                 |                                                                        | Presenze                                                               | 3                                                                      |                                                                        | Reti                                                                   | 0                                                                      |                                                                        |